# Коварский, Лев Николаевич
Лев Николаевич Коварский (фр. Lew Kowarski; 10 (23) февраля 1907, Санкт-Петербург — 30 июля 1979) — французский физик российского происхождения, один из пионеров ядерной физики, внёсший значимый вклад в изучение ядерной цепной реакции.

## Биография
Родился в Санкт-Петербурге в семье провизора, впоследствии коммерсанта в области целлюлозно-бумажного производства и издательского дела Николая Осиповича (Натана Ошеровича) Коварского (уроженца Свенцян) и начинающей певицы Ольги Николаевны Власенко (в силу различия вероисповеданий родители жили в гражданском браке). Его дед, Ошер Кивелевич Коварский (1844—1910), возглавлял торговый дом и был председателем правления банка в Вильне; брат отца, Михаил Осипович (Ошерович) Коварский (1875—1954), был директором Московской зуботехнической школы (1919—1923). Родители расстались в 1911 году и оба сына — Николай (1905 — не ранее 1945) и Лев — остались с отцом, в декабре 1918 года переехали с ним и его новой женой в Вильно, где окончили русскую гимназию. В Вильне семья некоторое время жила в доме старшего брата отца, врача Герца Ошеровича Коварского (1869—1941), заведующего детским отделением Акушерско-педиатрической больницы, автора монографии «Монистическая психология» (1929). Отец вскоре основал кооперативный банк, который он через некоторое время перевёл в Варшаву; к 1927 году банк разорился. Братья переписывались с матерью до 1938 года, но больше с ней никогда не встретились.
В юности, Лев был талантливым музыкантом и собирался заняться музыкальной карьерой, обучался игре на фортепиано под руководством своей тёти (жены доктора Г. О. Коварского) — музыкального педагога Мириам Коварской; однако, его пальцы стали слишком велики для клавиатуры. Кроме того, он рос болезненным ребёнком, будучи рождён с одной почкой.

### Образование
В декабре 1923 года Лев Коварский уехал на учёбу в Бельгию, где в течение двух лет изучал химию в университете Гента, затем в 1925 году он переехал в Лион и поступил в Высшую школу химии, физики и электроники (CPE). В 1928 году он получил диплом инженера-химика. В парижском университете он защищает докторскую диссертацию, параллельно работая в конструкторском бюро на заводе по производству металлических труб.

### Исследования во время Второй мировой войны
Коварский присоединился к группе Фредерика Жолио-Кюри в 1934 году. В 1937 году к ним присоединился Ханс фон Хальбан. В 1939 году группой Жолио-Кюри была выяснена возможность цепной ядерной реакции и производства атомной энергии. Из-за начавшейся Второй Мировой войны исследователи переехали в Великобританию. С собой они забрали запасы тяжёлой воды, чтобы она не попала в руки нацистов. Исследования продолжились в Кавендишской лаборатории в Кембридже для Мод комитета (который занимался во время войны засекреченным британским проектом Tube Alloys).
Позднее Коварский работал в лаборатории в Монреале в Канаде, но лишь после того, как Хальбана на посту директора сменил Джон Кокрофт. Дело в том, что Коварский не хотел работать под руководством Гальбана. На новом месте Коварский руководил строительством первого канадского ядерного реактора (ZEEP) в Мел Лаборатории реки в 1945 году.

### Послевоенные исследования
После завершения Второй мировой войны Коварский вернулся во Францию, чтобы контролировать строительство первых двух французских реакторов в 1948 году и 1952 году. Он был сотрудником CERN (Женева). За участие в формировании этой организации в 1953 году он был награждён орденом Почетного легиона, принят в члены Американского ядерного общества (и зачислен в почётный список) и получил приз от американской комиссии по атомной энергии. После своей отставки в 1972 году Коварский трудился профессором в Бостонском университете, уделяя особое внимание взаимодействию между наукой и человечеством.

### Недавно обнаруженные документы
В 1940 году Джеймс Чедвик остановил публикацию статей  Ганса фон Хальбана и Коварски, и оставил их на хранении в Королевском Обществе. Причиной этого было то, что он посчитал, что публикация этих работ неуместна во время войны. В 2007 году Королевское Общество обнаружило эти рукописи во время аудита своих архивов. В них описывается способ управления цепной реакцией, описание устройства ядерного реактора, и получение плутония.

## Семья
- Первым браком (1929—1947) был женат на Доре Геллер (фр. Dora (Dorothée) Heller, 1906—1996), дочь — Ирэн Коварски (фр. Irène Denise Hacques, род. 1936), была замужем за математиком Жераром Аком (фр. Gérard Hacques, 1929—2003)[12].
- Вторая жена (1948) — Кэт Коварски (урождённая Фрейндлих, фр. Kathe A. Freundlich).
- Двоюродная сестра — химик-органик Берта Михайловна Коварская (1912—2006)[13].
- Двоюродные братья — сценарист Николай Аронович Коварский и учёный в области машиностроения Ефим Михайлович Коварский (1910—2003).
- Троюродные братья — селекционер Анатолий Ефимович Коварский, карикатурист Анатолий Коварский (англ. Anatol Kovarsky, род. 1919), религиозный мыслитель Мордехай Менахем Каплан и дирижёр Андре Костеланец (Абрам Наумович Костелянец)[4][14][15].

### Внешние ссылки
- Храмов Ю. А. Коварски Лев (Kowarski Lew) // Физики : Биографический справочник / Под ред. А. И. Ахиезера. — Изд. 2-е, испр. и доп. — М. : Наука, 1983. — С. 136. — 400 с. — 200 000 экз.
- Аннотированная библиография по Лев Коварский из библиотеки Алсос Цифровой ядерных вопросы // Lew Annotated Bibliography for Lew Kowarski from the Alsos Digital Library for Nuclear Issues
- Биографическая справка // Biographical note
- Безопасность файла в Национальном архиве в Лондоне (в конце) // Security file at National Archives, London (at end)
- Лев Коварский, бумаги, 1907-1981 // Lew Kowarski papers, 1907-1981
- Устные интервью история с Лью Коварски, 1969-1971 // Oral history interview with Lew Kowarski, 1969-1971
- Устные интервью история с Лью Коварски, 1974 // Oral history interview with Lew Kowarski, 1974
- Лев Коварский: от «Войны миров» до ЦЕРНа, NashaGazeta.ch, 23.09.2015